# Колийн Ливингстън
Колийн Ливингстън е псевдоним, под който са писани книги-игри.

## Биография
Първото появяване на псевдонима е на 28 ноември 2013 г. във форумите за книги-игри. Първоначално под този псевдоним се крият Димитър Стефанов и Любомир Лисичков, които за няколко дена написват книгата-игра „Мъдростта на царя“. По-късно към този псевдоним се присъединява и Григор Гачев и тримата участници написват заедно книгата-игра „Самсон“. Последната за момента книга-игра „Ной“ е писана от доста повече участници с различен принос, като с най-сериозно участие са Димитър Стефанов и Снежана Ташева.

## Произведения
Колийн Ливингстън е автор на книгите-игри „Мъдростта на царя“, „Самсон“ и „Ной“, както и на краткия разказ (в интерактивен и неинтерактивен вариант) „Силата на вещера“.